# Grasberg (Dolna Saksonia)
Grasberg – gmina samodzielna (niem. Einheitsgemeinde) w Niemczech, w kraju związkowym Dolna Saksonia, w powiecie Osterholz.

## Geografia
Gmina Grasberg położona jest pk. 13 km na wschód od miasta Osterholz-Scharmbeck.

## Dzielnice gminy
W skład obszaru gminy wchodzą następujące dzielnice:
| - Adolphsdorf - Dannenberg - Eickedorf - Grasberg - Grasdorf | - Huxfeld - Meinershausen - Mittelsmoor - Otterstein - Rautendorf | - Schmalenbeck - Seehausen - Tüschendorf - Weinkaufsmoor - Wörpedorf |

## Współpraca
- gmina Suså, Dania (do końca 2006[1])
- gmina Szamocin, Polska